# Bach (Áustria)
Bach é um município da Áustria, situado no distrito de Reutte, no estado do Tirol. Tem 56,86 km² de área e sua população em 2019 foi estimada em 612 habitantes.